# Kisna – Im Feuer der Liebe
Kisna – Im Feuer der Liebe (Originaltitel: Kisna: The Warrior Poet) ist ein indisches Filmdrama aus dem Jahr 2005. Er handelt von der tiefen Liebe zwischen einer Britin und einem Inder.

## Handlung
Eine britische Politikerin namens Catherine stattet Indien einen offiziellen Besuch ab. In der Zeitung heißt es dort: „Ist Indien gut genug für Catherine?“ Auf die Fragen der Presse und Journalisten reagiert sie nicht. Sie bittet nur ihren Dolmetscher der Presse zu erklären, was für sie Indien ist und was ihr das Land bedeutet. Sie bricht das Interview ab und fliegt mit dem Hubschrauber in das unscheinbare Dorf Devaprayag. Dort trifft sie erneut auf Reporter. Bei einer feierlichen Zeremonie bricht sie schließlich ihr Schweigen und blickt zurück in ihre Kindheit:
Ihre Liebe zu einem Inder namens Kisna beginnt, als beide in jungen Jahren Seite an Seite aufwachsen. Im Jahr 1935, zur Zeit der britischen Kolonialherrschaft, schickt es sich jedoch nicht, dass sich Catherine als Tochter eines Offiziers mit einem Stalljungen und anderen Indern abgibt. Ihr Vater duldet daher nicht, dass sich seine Tochter zu oft bei Kisna aufhält. Als die Situation zu eskalieren droht, schickt der Vater seine Tochter in ein Internat nach London.
Zehn Jahre später, während der Aufstände Mahatma Gandhis, der Moslems aus Pakistan und der Hindustani, kommt Catherine zurück. Inzwischen ist ein Arrangement zwischen Kisna und der Inderin Lakshmi getroffen worden, und die Vorbereitungen für die Hochzeit laufen bereits. Für Catherine ist Kisna immer noch ihr bester Freund. Wie selbstverständlich erscheint sie mit ihrer Mutter zur Verlobungsfeier und tanzt ausgelassen. Zwischen Albernheiten und alten Erinnerungen an ihre Kindheit, merkt Catherine, dass sie erwachsen geworden und der Stalljunge Kisna zum Mann gereift ist, den sie von Herzen liebt und der ihre Liebe erwidert.
Beide müssen jedoch einsehen, dass ihre Liebe ein Traum bleiben wird, als aus Rache Catherines Vater getötet und ihr Anwesen zerstört wird. Catherine flüchtet daraufhin zu Kisna und dessen Mutter, die ihrem Sohn aufträgt, Catherine nach Neu-Delhi und damit in Sicherheit zu bringen. Als die Unruhen des Krieges zwischen Moslems aus Pakistan eskalieren, versucht Kisnas Familie, ihn aus den Liebesfängen von Catherine, der verhassten Britin, zu befreien. Kisna tötet in der Folge seinen Onkel und beinahe auch seinen Bruder. Nur knapp entkommen Catherine und Kisna dem Tod. Immer wieder ist zudem der Prinz von Indien hinter Catherine her, um sie in Besitz zu nehmen. Auch er wird schließlich durch das Schwert Kisnas getötet. Daraufhin fährt Catherine aus Vernunft nach London zurück. Kisna geht wieder in sein Dorf und heiratet dort Lakshmi, mit der er später zwei Söhne und eine Tochter hat.
Catherines Zuhörer in der Gegenwart sind von der Liebesgeschichte gerührt. Einer von ihnen gibt sich als jüngster Sohn von Kisna und Lakshmi zu erkennen und erzählt, dass seine Mutter seit Kisnas Tod den Augenblick der Versöhnung mit Catherine herbeisehne. Beide Frauen treten sich schließlich gegenüber und reichen sich die Hände.

## Kritiken
Das Lexikon des internationalen Films beschrieb den Film als „Mischung aus Historienfilm und Romanze, deren Inszenierung dahingehend abgestimmt ist, auch einen westlichen Markt bedienen zu können.“